# ウーイペシュト・ヴァーロシュカプ駅
ウーイペシュト・ヴァーロシュカプ駅（-えき）は、ハンガリー共和国ブダペスト県ブダペスト市4区に位置するブダペスト地下鉄3号線の駅である。

## 駅構造
- 相対式ホーム2面2線を有す地下駅。
- 深さ3.61m地点に存在する。

## 駅周辺
- バスターミナル
- パーク・アンド・ライド指定地区
- ハンガリー国鉄ウーイペシュト・ヴァーロシュカプ駅（ブダペスト～エステルゴム）

## 歴史
- 1990年12月14日 - 開業。

## 隣の駅
ブダペスト地下鉄
■3号線
ウーイペシュト・クズポント駅 - ウーイペシュト・ヴァーロシュカプ駅 - ジョンジョシ通駅